# Neoramia komata
Neoramia komata là một loài nhện trong họ Agelenidae.
Loài này thuộc chi Neoramia. Neoramia komata được miêu tả năm 1973 bởi Raymond Robert Forster & Wilton.